# Cyathostomum paternatum
Cyathostomum paternatum är en rundmaskart. Cyathostomum paternatum ingår i släktet Cyathostomum, och familjen Strongylidae. Arten är reproducerande i Sverige.